# Micrixalus

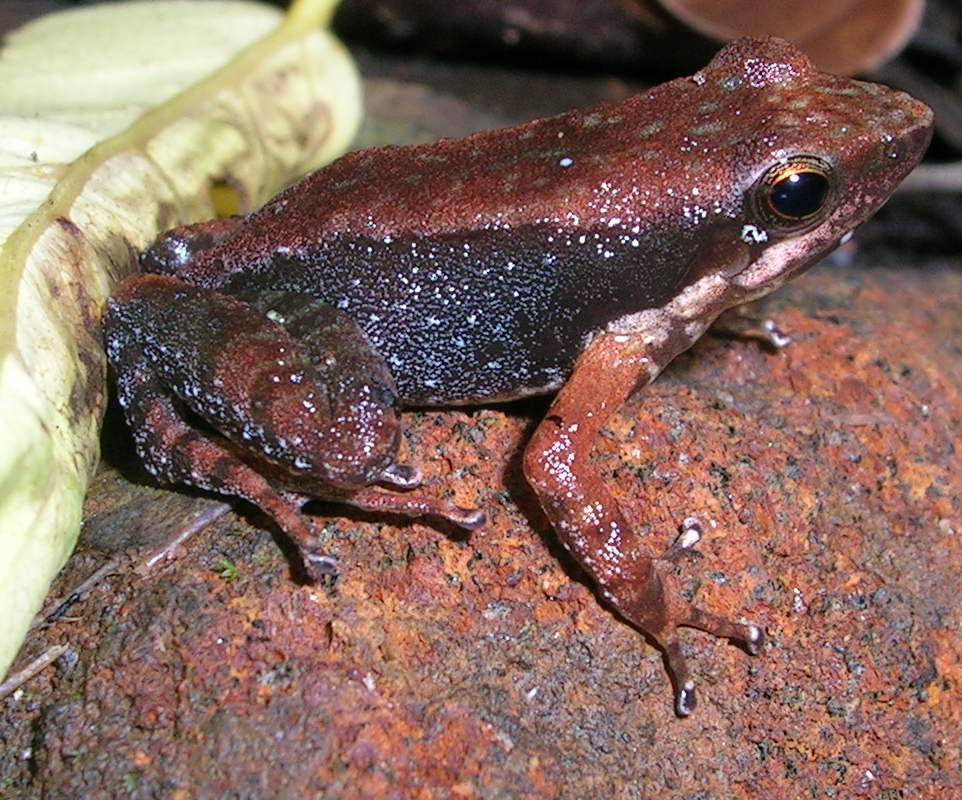
Micrixalus fuscus.

Micrixalus és un gènere de granotes de la família Ranidae de l'Àsia tropical.

## Taxonomia
- Micrixalus elegans (Rao, 1937).
- Micrixalus fuscus (Boulenger, 1882).
- Micrixalus gadgili (Pillai & Pattabiraman, 1990).
- Micrixalus kottigeharensis (Rao, 1937).
- Micrixalus narainensis (Rao, 1937).
- Micrixalus nudis (Pillai, 1978).
- Micrixalus phyllophilus (Jerdon, 1854).
- Micrixalus saxicola (Jerdon, 1854).
- Micrixalus silvaticus (Boulenger, 1882).
- Micrixalus swamianus (Rao, 1937).
- Micrixalus thampii (Pillai, 1981).